# 흑서원
흑서원(黒書院 쿠로쇼인[*])은 쇼군, 다이묘나 고승 등의 대규모 전당(殿堂)에 설치된 서원으로, 집 안에 있는 것을 일컫는다.

## 개요
'흑서원'이란 '흑(黑)'목조의 '서원'이라는 뜻으로, 부재는 일본측백나무 등의 면피나 다듬은 통나무를 쓰고, 스키야즈쿠리풍의 구성을 갖춘다. 벽이나 장지에는 채색화보다는 수묵화를 그리거나, 그림 자체를 그리지 않는 경우가 많다.
격자 천장, 도코가마치부터 장지문의 테두리에 이르기까지 전부를 흑칠하는 건축 양식을 흑서원이라고 부르는 경우도 있다. 이 때, 대부분은 사랑방으로 쓰였다.
초기의 에도성이나 슨푸성(駿府城)의 혼마루 대궐의 흑서원은 쇼군이나 도쿠가와 이에야스의 정무(政務)의 장으로써 이용되었지만, 도쿠가와 이에미쓰 집권 후반부터 정무는 고자노마(御座之間)에서 이루어지게 되었고, 흑서원은 집안의 응접장으로 용도가 바뀌었다. 또한 오시로고는 흑서원에서 열리는 것이 관례였지만, 백서원이나 테칸노마가 쓰이는 경우도 있었다.

## 주요 유적

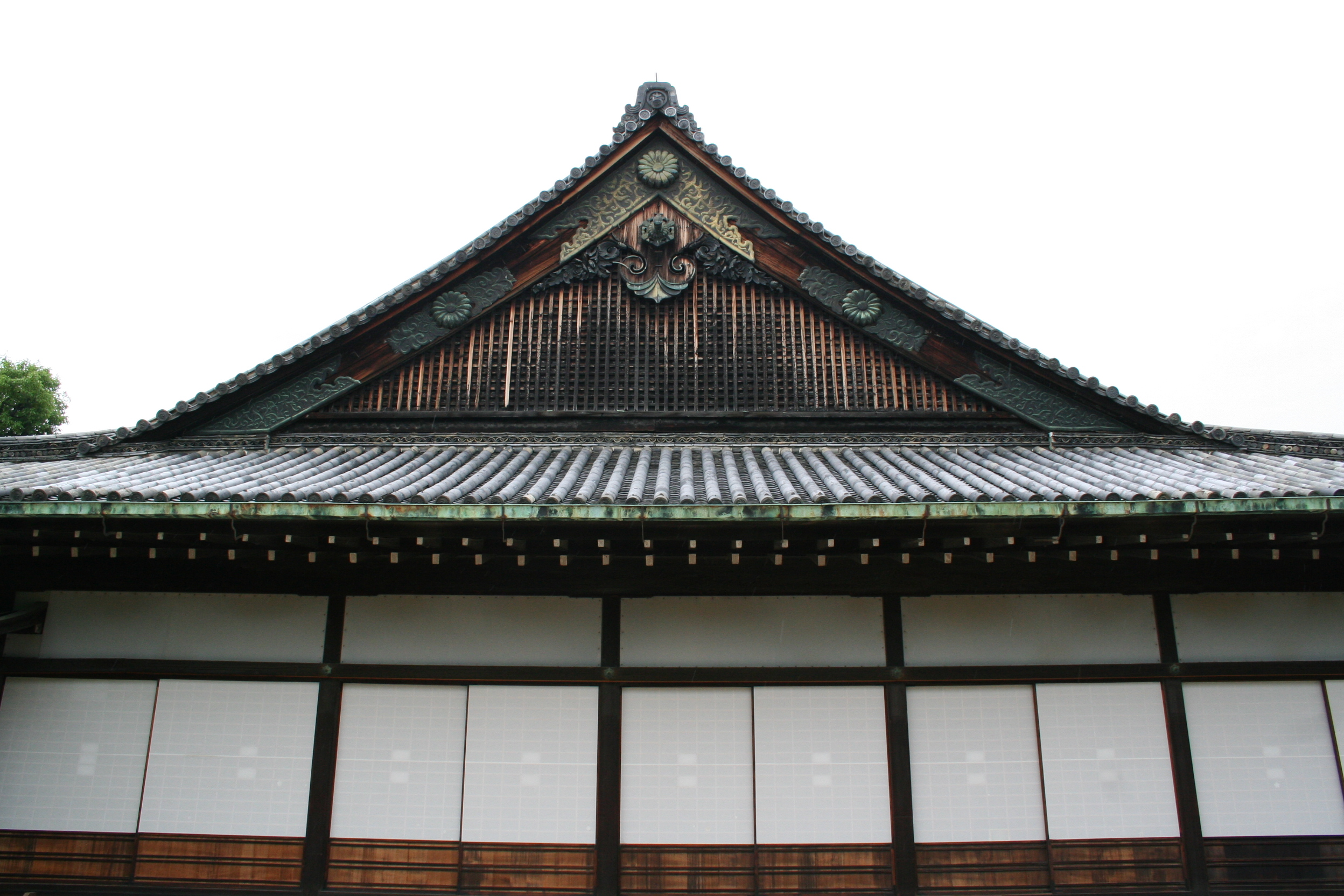
니조성 흑서원 외관

- 니조성 흑서원: 백서원의 위치에 있으나, 이어져 있는 고자노마가 흑서원에 상응한다.
- 니시혼간지 흑서원

### 내용주
1. ↑  면피주(面皮柱, めんかわばしら)의 준말. 네 모서리에 껍질을 남기고 다듬은 나무 기둥.
2. ↑  (床框, とこがまち). 도코노마의 전단(前端)에 가로질러 치장한 가로대.
3. ↑  本丸(ほんまる). 성의 중심이 되는 건물로 대개 중앙에 천수각을 짓고 해자를 두른다.
4. ↑  슨푸성에서는 고텐(御殿, 어전) 등의 다른 명칭을 사용했다.

### 참조주
1. ↑  深井雅海『江戸城ー本丸御殿と幕府政治』中央公論新社、2008年

## 같이 보기
- 백서원 - 공식적인 서원으로 기둥, 중인방(中引枋), 천장 등의 부재 표면을 마물러 짓는다. 주로 삼나무 각재를 사용하며, 장지나 벽에는 금벽채색화를 그려 흑서원과는 차이가 있다.
- 오오쿠 - 도쿠가와 쇼군가의 집 안 고텐.

## 참고 문헌
- 文・宮上 茂隆、絵・穂積 和夫「大坂城　天下一の名城」草思社
- 「日本大百科全書」小学館